# Leben auf der Venus

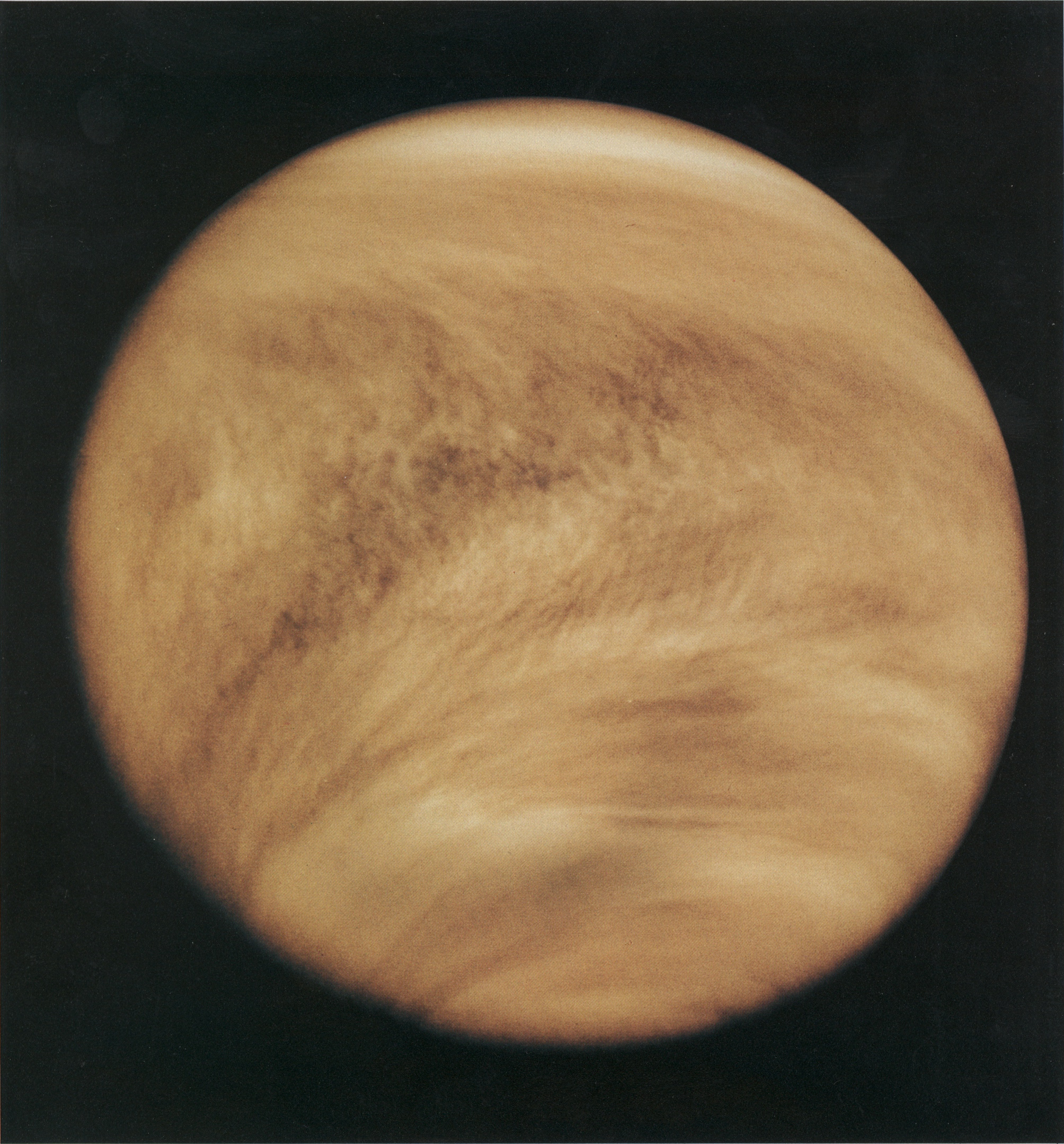
Die Wolkendecke der Venus im Ultraviolettbereich fotografiert. Aufnahme der Sonde Pioneer-Venus 1, 1979.

Über die Möglichkeit von außerirdischem Leben auf der Venus wird seit längerer Zeit spekuliert. Bisher gibt es keinen Beweis dafür, dass es in der Vergangenheit Leben auf der Venus gab oder dass es solches in der Gegenwart gibt.

## Geschichte der Spekulationen
Die Venus ist auf ihrer Bahn um die Sonne von allen Planeten der Erde am nächsten. Sie ist auch in ihrer Größe und Masse von allen Planeten des Sonnensystems der Erde am ähnlichsten und besitzt eine dichte, wolkenreiche Atmosphäre. Dies schien im 19. Jahrhundert auch aus wissenschaftlicher Perspektive für ihre Lebensfreundlichkeit zu sprechen. Bis die Zusammensetzung ihrer dichten Wolken erforscht werden konnte, hielt man sie für Wasserwolken. Man nahm daraus an, die Venus sei ein wasserreicher Planet.
Aufgrund ihrer größeren Sonnennähe galt es für gewiss, dass die Venus wärmer als die Erde sei, man wusste aber nicht, wie warm. Man nahm an, die dichten Wolken könnten die Sonneneinstrahlung und damit die Temperatur vorteilhaft dämpfen. Der britische Astronom Richard Anthony Proctor mutmaßte 1870, dass Leben auf der Venus in Äquatornähe unmöglich, jedoch in Polnähe möglich sei. Bis Anfang der 1960er Jahre stellte man sich vor, dass die Venus eine lebensfreundliche feucht-warme Welt sei, ähnlich der Urzeit der Erde. Autoren spekulierten in fiktiven Werken über Dschungel, Dinosaurier und „Venusianer“, die diese Welt bewohnen könnten.
Seit den frühen 1960er Jahren wurde mittels Raumsonden wie Mariner 2 bekannt, dass der Planet so extrem heiß ist, dass auf seiner Oberfläche jede Form von Leben unmöglich scheint. Damit sank das Interesse der Weltraumorganisationen an weiteren Missionen zur Venus. Die Überlegungen zum Thema Leben auf der Venus reduzierten sich nun im Wesentlichen auf die Frage, ob es eventuell in der frühen Urzeit auf der Venus Leben gegeben haben könnte, bevor auf dem Planeten der galoppierende Treibhauseffekt einsetzte, der das gängige Modell für die Klimageschichte des Planeten ist. Außerdem wird untersucht, ob es heute noch Leben in höheren Schichten der Venusatmosphäre geben könnte.

## Heutige Bedingungen

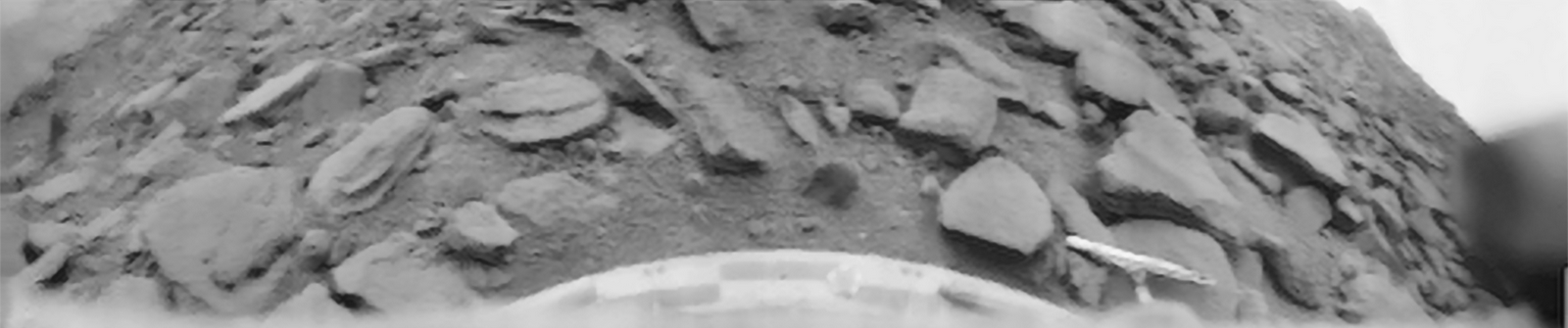
Das erste Foto, das erfolgreich von einem anderen Planeten (Venus) zur Erde versendet wurde.

Nach den derzeitigen gängigen Modellrechnungen beginnt die habitable Zone des Sonnensystems, in der sich die Erde befindet, etwas außerhalb der Venusbahn. Damit ist die Venus bereits aufgrund ihrer Bahngeometrie der Sonne zu nahe, um möglicherweise auf ihrer Oberfläche dauerhaft flüssiges Wasser zu besitzen. Was die Bedingungen auf der Venus jedoch noch wesentlich lebensfeindlicher macht, ist der extreme Treibhauseffekt ihrer sehr dichten und hauptsächlich aus Kohlenstoffdioxid bestehenden Atmosphäre. Dieser Effekt führt bei einem Atmosphärendruck auf der Oberfläche von 90 bis 93 bar, zu Oberflächentemperaturen zwischen 440 und 495 °C. Flüssiges Wasser existiert bei diesen Temperaturen nicht mehr (Siedepunkt bei 90 bar liegt bei 303 °C). Auf flüssigem Wasser basiertes Leben wie das irdische kann es bei diesen Temperaturen nicht geben.

## Mögliche frühere Habitabilität
Nach einer verbreiteten Annahme war die Venus nicht immer so heiß wie heute und könnte für eine gewisse Zeitlang Wasserozeane gehabt haben. Die Herkunft des Wassers wäre über ähnliche Prozesse wie die Herkunft des irdischen Wassers möglich. Als die anfänglich schwache Sonne zunehmend stärker strahlte, begannen die Temperaturen auf der Venus immer weiter zu steigen. Da Wasserdampf in der Atmosphäre als Treibhausgas wirkt, ist die Verdunstung der Ozeane durch Wärme ein sich selbst verstärkender Effekt. Schließlich waren die Ozeane vollständig verdampft. In der Stratosphäre spaltete die Ultraviolettstrahlung der Sonne die Wassermoleküle in Wasserstoff und Sauerstoff auf. Der Wasserstoff entwich von dort in den Weltraum, während der Sauerstoff rekombinierte oder sich an andere Elemente band. Das ungewöhnlich hohe Verhältnis von Deuterium zu Wasserstoff in der Venusatmosphäre deckt sich gut mit diesem Szenario. Dieses ist rund 150 Mal höher als das der Erde. Das Verhältnis lässt sich plausibel damit erklären, dass Wasserstoff leichter in den Weltraum entweicht als sein schwereres Isotop Deuterium.
Es wurde spekuliert, dass wenn es auf der Ur-Venus flüssiges Wasser gab, es dort auch mikrobisches Leben gegeben haben könnte. Je nach Rechenmodell könnte die Epoche, in der es auf der Venus flüssiges Wasser gab, nur wenige Millionen Jahre oder auch mehrere Milliarden Jahre angedauert haben. Das könnte entweder nicht genug oder mehr als genug Zeit gewesen sein, um Leben zu entwickeln.
Es gibt auch Spekulationen darüber, dass das Leben durch Panspermie von der Venus aus auf die Erde gelangt sein könnte.

## Heutige Bedingungen in der Venusatmosphäre

Die Schichten und Temperaturkurve der Venusatmosphäre

Vom Boden ausgehend, nehmen die Temperatur und der Druck in der Venusatmosphäre mit zunehmender Höhe ab. In einer Zone etwa 51 bis 64 Kilometer über der Planetenoberfläche gibt es lebensfreundliche Temperaturen, wenngleich die Wetterverhältnisse harsch zu nennen sind. Nach Messungen der Sonden Magellan und Venus Express entspricht der Atmosphärendruck in 49,5 km Höhe dem Luftdruck der Erde auf Meeresniveau. Die Temperatur beträgt in 51 km Höhe rund 65 °C, in 54 km Höhe rund 20 °C und in 62 km Höhe rund −20 °C. Die Tropopause der Venus liegt in etwa 60 bis 70 km Höhe.
In einem Bereich von 50 bis 70 Kilometern Höhe befindet sich eine mächtige Wolkenschicht, die den Planeten vollkommen umschließt. Diese Wolken enthalten Tröpfchen aus Schwefelsäure sowie chlor- und phosphorhaltige Aerosole. Innerhalb dieser Wolkenschicht regnet die Schwefelsäure ab und zersetzt sich nahe der Unterseite der Wolkendecke aufgrund der hohen Temperaturen wieder in Schwefeldioxid, Sauerstoff und Wasser. Diese steigen als Gase wieder auf und bilden in den höheren Wolkenschichten erneut Schwefelsäure.
In der Venusatmosphäre herrschen hohe Windgeschwindigkeiten, diese hängen stark von der Höhe über Grund sowie vom Breitengrad ab. Die Winde in der oberen Wolkendecke lassen sich direkt beobachten, und zwar am besten im Ultraviolettbereich, da in diesem die Kontraste am höchsten sind. Sie erreichen rund 100 m/s (etwa 360 km/h), das ist weit jenseits von Orkanen gemäß der Beaufortskala.
In den Wolken der Venusatmosphäre könnte es Zonen geben, in denen die photophysikalischen und chemischen Bedingungen eine erdähnliche Phototrophie möglich machen.

## Hinweise auf mögliches Leben in der Atmosphäre
Die Eintauchsonde von Pioneer-Venus 2 fand im Jahr 1978 in den Wolken Partikel in Bakteriengröße.
Dazu hatten die Sonden des Venera- und Pioneer-Programms nur geringe Mengen Kohlenmonoxid gefunden, obwohl es durch die Sonnenstrahlung und die Blitzaktivität in großen Mengen aus Kohlendioxid hergestellt werden sollte. Ebenfalls wurden Schwefelwasserstoff und Schwefeldioxid festgestellt – zwei Gase, die miteinander reagieren und normalerweise nicht miteinander gefunden werden sollten. Daher muss ein Prozess – möglicherweise ein biologischer – einen Gleichgewichtszustand zwischen diesen Gasen aufrechterhalten. Ein weiterer Hinweis ist die Existenz von Carbonylsulfid, das ohne biologische Prozesse kaum entsteht.
Von der Erde weiß man, dass Bakterien komplette Lebenszyklen in Wolken durchlaufen können, und zwar bei Temperaturen, die auch in der Venusatmosphäre vorzufinden sind. Somit gibt es Spekulationen, dass die Wolken der Venusatmosphäre ein geeignetes Habitat für extremophile Mikroorganismen darstellen könnten, mitsamt chemischen Verbindungen, die den Lebewesen als Nährstoffe dienen. Hypothetische Mikroorganismen in der Atmosphäre könnten auch die Ultraviolettstrahlung der Sonne als Energiequelle nutzen. Dies könnte die beobachteten dunklen Streifen auf UV-Fotografien der Venus, die als „unbekannte UV-Absorbierer“ bezeichnet wurden, erklären.
2018 wurden Forschungsergebnisse veröffentlicht, nach denen die dunklen Flecke spektroskopische Merkmale haben, die mit denen irdischer Biomoleküle und Mikroben übereinstimmen.
Im August 2019 berichteten Astronomen von der Entdeckung eines langfristigen Musters aus UV-Absorption und Albedo-Änderungen. Die „unbekannten Absorbierer“ könnten unbekannte Chemikalien, aber auch große Kolonien von Mikroorganismen in der Atmosphäre sein.
Eine Studie vom Januar 2020 meldete Anzeichen dafür, dass die Venus momentan vulkanisch aktiv sei, und äußerte, dass vulkanische Ausstöße potenzielle Nährstoffe für mögliche Mikroorganismen in der Venusatmosphäre darstellen könnten.
Im September 2020 wurde veröffentlicht, dass bei der Auswertung von Beobachtungsdaten von Radioteleskopen (JCMT und ALMA aus dem Jahr 2017) in höheren Schichten der Atmosphäre, etwa 50 Kilometer über der Oberfläche, womöglich das Gas Monophosphan (PH3), auch Phosphin genannt, nachgewiesen werden konnte. Eine abiotische – d. h. auf nichtbiologische Prozesse rückführbare – Erklärung für die Präsenz dieses Gases sei bisher nicht ersichtlich. Jedoch betonten die Autoren, dass die Entdeckung des Gases nicht einen sicheren Beleg für Leben auf der Venus darstellt, sondern nur für ungewöhnliche und bis dato unerklärte chemische Vorgänge. Laut Forschern könnte das Gasvorkommen auf eine, bis zur Veröffentlichung der Studie noch unbekannte und unerklärte, abiotische Chemie, atmosphärische oder geologische Prozesse zurückzuführen sein, das Resultat fehlerhafter Daten der zwei entsprechenden Observatorien sein oder eine Biosignatur für außerirdisches Leben darstellen. Weitere Studien dazu wurden daraufhin veröffentlicht und angekündigt. Eine Analyse von Daten von ~1980 des Pioneer Programms der NASA stützte das scheinbare Vorhandensein von Monophosphan.
Von der ESA-Raumsonde BepiColombo, welche Mitte Oktober 2020 ein Fly-by-Manöver an dem Planeten durchführte, erhoffte man sich mögliche Bestätigungen der Messungen.
Im November 2020 luden ALMA-Teleskop Mitarbeiter eine rekalibrierte Version der Daten hoch, die von den Autoren der Studie verwendet wurden. Daraufhin korrigierten die Monophosphan-Entdecker ihre Meldungen mittels der neuen Daten dahingehend, dass sie in der ersten Analyse den mittleren Monophosphangehalt deutlich überschätzt hatten: in der Atmosphäre der Venus komme planetenweit auf eine Milliarde Moleküle durchschnittlich rund 1 bis 4 Moleküle Monophosphan. Im ersten Aufsatz gingen sie noch von rund 20 Molekülen aus. Sie gehen in der neuen Studie, die sie als Preprint veröffentlichten, auf Punkte kritischer Studien ein und erklären, dass die Konzentration räumlich, sowie scheinbar zeitlich stark variiert. Die Daten des zweiten Teleskops der Entdeckung, JCMT, werden laut den Autoren überprüft. Im April veröffentlichte ein Teil der Gruppe einen weiteren Preprint, in dem sie nun auch fast die ursprüngliche Entdeckung, eine planetenweite Konzentration von ~7ppb, wiederherstellt und aufzeigt, warum die Erklärung der Beobachtungen durch Schwefeldioxid einer kritischen Studie mit den verfügbaren Daten inkonsistent ist.
ALMA könnte, nach einem COVID-19-Pandemie-bedingten Shutdown, im Frühjahr 2021 neustarten und weitere Informationen liefern. Laut einer Studie aus dem Juli 2021 könnten hohe Raten aktiven Plume-Vulkanismuses die Monophosphankonzentration erklären. Vulkanismus wurde bereits in der ursprünglichen Studie aus dem September 2020 erwogen und als Erklärung zuvor als unplausibel abgelehnt. Weitere Studien und Messungen könnten ihn als mögliche Quelle bestätigen oder widerlegen.